# Jiangjunosaurus
Jiangjunosaurus junggarensis
Genre
Genre
Jiangjunosaurus est un genre fossile de dinosaures ornithischiens de la famille des Stegosauridae qui vivait durant l'Oxfordien au (Jurassique supérieur). Il a été découvert dans la formation de Shishugou dans l'ouest de la Chine, dans la région autonome du Xinjiang,.
Une seule espèce est rattachée au genre, Jiangjunosaurus junggarensis, décrite par Jia Chengkai et ses collègues en 2007.

## Découverte
Seuls la mandibule, des os du crâne, onze vertèbres du cou et deux plaques ont été retrouvés.

## Description
Jiangjunosaurus junggarensis mesurait environ 6 mètres de long pour une masse de 2,5 tonnes.
Ce stégosauridé basal présente trois traits caractéristiques :
- ses couronnes dentaires sont symétriques et, en vue latérale, plus larges que hautes ;
- sa seconde vertèbre du cou, a un profil rectangulaire en vue latérale, et non triangulaire ;
- les vertèbres de sa nuque montrent sur leurs côtés des foramens où passaient de grandes veines.

## Paléobiologie
Il pourrait avoir été une proie du théropode Yangchuanosaurus.